# Ministrowie Skarbu Państwa (Polska)
Poniższa tabela przedstawia kierowników istniejącego w latach 1990–1996 Ministerstwa Przekształceń Własnościowych, kierowników istniejącego w latach 1996–2017 Ministerstwa Skarbu Państwa  oraz kierowników istniejącego od 2019 Ministerstwa Aktywów Państwowych, będącego kontynuacją kompetencji i zadań poprzedniego resortu.
Nazwy i uprawnień MSP nie należy mylić z istniejącym w latach 1807–1831 Ministerstwem Przychodów i Skarbu ani z Ministerstwem Skarbu z lat 1918–1950, miały one bowiem inny zakres właściwości (były odpowiednikiem kompetencyjnym działającego od 1950 Ministerstwa Finansów).

## Lista ministrów
| Lp.                                   | Zdjęcie                        | Imię i nazwisko (partia polityczna)    | Objęcie urzędu | Złożenie urzędu | Długość urzędowania   | Rząd                               |
| ------------------------------------- | ------------------------------ | -------------------------------------- | -------------- | --------------- | --------------------- | ---------------------------------- |
| Minister Przekształceń Własnościowych |                                |                                        |                |                 |                       |                                    |
| 1.                                    |                                | Waldemar Kuczyński (UD) (ur. 1939)     | 14 IX 1990     | 12 I 1991       | 120 dni               | Rząd Tadeusza Mazowieckiego        |
| 2.                                    |                                | Janusz Lewandowski (KLD) (ur. 1951)    | 12 I 1991      | 23 XII 1991     | 345 dni               | Rząd Jana Krzysztofa Bieleckiego   |
| 2.                                    | 11 VII 1992                    | Janusz Lewandowski (KLD) (ur. 1951)    | 26 X 1993      | 472 dni         | Rząd Hanny Suchockiej |                                    |
| 3.                                    |                                | Wiesław Kaczmarek (SdRP) (ur. 1958)    | 26 X 1993      | 30 IX 1996      | 1070 dni              | Rząd Waldemara Pawlaka             |
| 3.                                    | Rząd Józefa Oleksego           | Wiesław Kaczmarek (SdRP) (ur. 1958)    | 26 X 1993      | 30 IX 1996      | 1070 dni              |                                    |
| 3.                                    | Rząd Włodzimierza Cimoszewicza | Wiesław Kaczmarek (SdRP) (ur. 1958)    | 26 X 1993      | 30 IX 1996      | 1070 dni              |                                    |
| Minister skarbu państwa               |                                |                                        |                |                 |                       |                                    |
| 4.                                    |                                | Mirosław Pietrewicz (PSL) (1941-2022)  | 1 X 1996       | 31 X 1997       | 395 dni               |                                    |
| 5.                                    |                                | Emil Wąsacz (ur. 1945)                 | 31 X 1997      | 16 VIII 2000    | 1020 dni              | Rząd Jerzego Buzka                 |
| 6.                                    |                                | Andrzej Chronowski (RS AWS) (ur. 1961) | 16 VIII 2000   | 28 II 2001      | 196 dni               | Rząd Jerzego Buzka                 |
| 7.                                    |                                | Aldona Kamela-Sowińska (ur. 1950)      | 28 II 2001     | 19 X 2001       | 233 dni               | Rząd Jerzego Buzka                 |
| (3.)                                  |                                | Wiesław Kaczmarek (SLD) (ur. 1958)     | 19 X 2001      | 7 I 2003        | 445 dni               | Rząd Leszka Millera                |
| 8.                                    |                                | Sławomir Cytrycki (SLD) (ur. 1951)     | 7 I 2003       | 2 IV 2003       | 85 dni                | Rząd Leszka Millera                |
| 9.                                    |                                | Piotr Czyżewski (ur. 1953)             | 2 IV 2003      | 21 I 2004       | 294 dni               | Rząd Leszka Millera                |
| 10.                                   |                                | Zbigniew Kaniewski (SLD) (ur. 1948)    | 28 I 2004      | 2 V 2004        | 95 dni                | Rząd Leszka Millera                |
| 11.                                   |                                | Jacek Socha (ur. 1954)                 | 2 V 2004       | 31 X 2005       | 547 dni               | Pierwszy rząd Marka Belki          |
| 11.                                   | Drugi rząd Marka Belki         | Jacek Socha (ur. 1954)                 | 2 V 2004       | 31 X 2005       | 547 dni               |                                    |
| 12.                                   |                                | Andrzej Mikosz (ur. 1965)              | 31 X 2005      | 3 I 2006        | 64 dni                | Rząd Kazimierza Marcinkiewicza     |
| 13.                                   |                                | Wojciech Jasiński (PiS) (ur. 1948)     | 15 II 2006     | 7 IX 2007       | 569 dni               | Rząd Kazimierza Marcinkiewicza     |
| 13.                                   | Rząd Jarosława Kaczyńskiego    | Wojciech Jasiński (PiS) (ur. 1948)     | 15 II 2006     | 7 IX 2007       | 569 dni               |                                    |
| 13.                                   | 11 IX 2007                     | Wojciech Jasiński (PiS) (ur. 1948)     | 16 XI 2007     | 66 dni          |                       |                                    |
| 14.                                   |                                | Aleksander Grad (PO) (ur. 1962)        | 16 XI 2007     | 18 XI 2011      | 1463 dni              | Pierwszy rząd Donalda Tuska        |
| 15.                                   |                                | Mikołaj Budzanowski (ur. 1971)         | 18 XI 2011     | 24 IV 2013      | 523 dni               | Drugi rząd Donalda Tuska           |
| 16.                                   |                                | Włodzimierz Karpiński (PO) (ur. 1961)  | 24 IV 2013     | 15 VI 2015      | 782 dni               | Drugi rząd Donalda Tuska           |
| 16.                                   | Rząd Ewy Kopacz                | Włodzimierz Karpiński (PO) (ur. 1961)  | 24 IV 2013     | 15 VI 2015      | 782 dni               |                                    |
| 17.                                   |                                | Andrzej Czerwiński (PO) (ur. 1954)     | 16 VI 2015     | 16 XI 2015      | 153 dni               |                                    |
| 18.                                   |                                | Dawid Jackiewicz (PiS) (ur. 1973)      | 16 XI 2015     | 15 IX 2016      | 304 dni               | Rząd Beaty Szydło                  |
| Minister aktywów państwowych          |                                |                                        |                |                 |                       |                                    |
| 19.                                   |                                | Jacek Sasin (PiS) (ur. 1969)           | 15 XI 2019     | 26 XI 2023      | 1472 dni              | Drugi rząd Mateusza Morawieckiego  |
| 20.                                   |                                | Marzena Małek (ur. 1976)               | 27 XI 2023     | 13 XII 2023     | 16 dni                | Trzeci rząd Mateusza Morawieckiego |
| 21.                                   |                                | Borys Budka (PO) (ur. 1978)            | 13 XII 2023    | 13 V 2024       | 152 dni               | Trzeci rząd Donalda Tuska          |
| 22.                                   |                                | Jakub Jaworowski (ur. 1981)            | 13 V 2024      | nadal           | 427 dni               | Trzeci rząd Donalda Tuska          |